# World Championship Wrestling
World Championship Wrestling (WCW) var en amerikansk wrestlingorganisation, der eksisterede fra 1988 til 2001. WCW var Ted Turners fortsættelse af wrestlingorganisationen Jim Crockett Promotions, der havde eksisteret og brugt navnet World Championship Wrestling siden 1983 i forbindelse med Crocketts primære tv-programmer. I 2001 blev WCW solgt til konkurrenten World Wrestling Federation (i dag World Wrestling Entertainment).
Med base i Atlanta, USA fortsatte WCW under Ted Turner som en del af National Wrestling Alliance (NWA) – ligesom forgængeren Jim Crockett Promotions – indtil 1991. Herefter forlod organisationen NWA og blev en selvstændig wrestlingorganisation. NWA's titler blev dog forsvaret i WCW indtil 1993, hvor samarbejdet endeligt ophørte.
WCW fik umiddelbart ikke den store økonomiske succes og havde en række forskellige folk til at styre organisationen. Det var dog ikke før, at Eric Bischoff tog styringen i 1994, at WCW begyndte at generere overskud. Bischoff sørgede for, at WCW fik skrevet kontrakt med verdens største wrestlingstjerne, Hulk Hogan, og han stod bag en række innovative koncepter, heriblandt skabelsen af det ugentlige tv-program WCW Monday Nitro og heel-gruppen New World Order (nWo). På grund af nWo's enorme popularitet var WCW den største wrestlingorganisation i verden i perioden fra 1996 til 1998, og det ugentlige tv-program WCW Monday Nitro var i stand til at opnå flere seere end den direkte konkurrent WWF Monday Night Raw i 84 uger i træk.
Succesen varede dog ikke ved. I 2000 forlod Eric Bischoff, Hulk Hogan og mange af WCW's andre store stjerner organisationen, og WCW tabte stort i seerkrigen mod World Wrestling Federation (WWF). I 2001 valgte Time Warner, der i mellemtiden havde overtaget kontrollen med WCW fra Ted Turners medieimperium, at sælge WCW, og til trods for at Eric Bischoff tilbød at købe organisationen med ønsket om at videreføre den, blev WCW solgt til konkurrenten Vince McMahon, ejeren af World Wrestling Federation (i dag WWE), og ophørte med at eksistere.

## Historie

### Brug af navnet tidligere
Inden for National Wrestling Alliance havde både Georgia Championship Wrestling og Jim Crockett Promotions brugt navnet World Championship Wrestling som navnet på et tv-program siden 1982, og det var først i 1988, da Ted Turner købte Jim Crockett Promotions, at hele organisationen blev omdøbt til World Championship Wrestling.

### Lederskab
Forskellige ledere blev sat til at bestemme i World Championship Wrestling, men særligt i starten havde de fleste ikke den store succes. Eksempelvis havde Jim Herd og Kip Frey ingen erfaring inden for wrestling, og særligt Jim Herds lederskab resulterede i, at WCW's største stjerne på daværende tidspunkt, den regerende verdensmester, Ric Flair, forlod WCW til fordel for konkurrenten World Wrestling Federation. Senere havde også Bill Watts og Ole Anderson, der havde masser af erfaring inden for wrestling, store problemer, da de var meget rodfæstet i gamle metoder inden for wrestling.

### Monday Night Wars
D. 4. september, 1995, gjorde WCW for alvor sit indtog i amerikansk mainstream kultur. WCW Monday Nitro fik sin premiere på TNT i bedste sendetid, altså som direkte konkurrent til WWF Raw, som blev vist på samme tidspunkt, samme dag, på USA Network. Men modsat Raw, var Monday Nitro live, og den allerførste episode fandt sted direkte fra Mall of America i Minnesota. Seerne der fulgte Monday Nitro kunne bl.a. se Lex Luger, som på det tidspunkt var fast inventar hos WWF, dukke op og erklære krig mod Hulk Hogan. Dette skyldtes at Lex Luger i en længere periode blot havde arbejdet for Vince McMahon på en verbal kontrakt, og det rygtes at McMahon sad og faxede Luger en ny kontrakt, i samme øjeblik han så ham dukke op på Nitro. WCW benyttede sig af mange andre taktikker, for at få seerne til at se Nitro i stedet for Raw. De gav bl.a. resultaterne af Raw væk på Nitro. Fordi Nitro var live og Raw var optaget, kunne dette lade sig gøre. WCW og WWF skiftede mellem at score de højeste seertal, men det ændrede sig i sommeren 1996. Scott Hall, som var kendt fra WWF som Razor Ramon, dukkede op på Nitro og erklærede at han ville bringe flere af "sine venner" med sig. Han blev af WCW portrætteret som en WWF wrestler, som blandede sig i WCW for at lave ravage. Scott Hall bragte Kevin Nash med sig, tidligere kendt som Diesel i WWF, og de påstod at de havde en tredje mand med sig. Seerne sad klæbet fast til skærmen hver mandag for at se Nitro, og Raw blev forsømt meget i denne periode.

### Det nye WCW
Den 5. april, 1999, skete der de første forandringer i World Championship Wrestling. Det skulle dog ikke blive de sidste. Firmaet fik et helt nyt logo, og Monday Nitro fik en ny intro og et helt nyt look. Bl.a. forestillede scenen nu det stjerneformede WCW logo. Men på bookingsiden skete der ikke rigtig det store. Eric Bischoff forsøgte en række forskellige nye tiltag i WCW, som ikke faldt i specielt god jord. Først og fremmest blev der større fokus på "hardcore" kampe, og det kulminerede med en Junkyard Inviational kamp ved Bash at the Beach 1999. Eric Bischoff brugte også et millionbeløb på at hyre Kiss til at give en koncert i slutningen af et afsnit af Nitro. På den kreative side var alt det samme, mere eller mindre. Main eventerne var domineret af opgør mellem Kevin Nash, Goldberg, Sting, Randy Savage og Hollywood Hogan; Kampe som var set alt for mange gange på dette tidspunkt. Seertallene og købene af pay-per-views faldt drastisk, og i september 1999 fik Eric Bischoff sparket af AOL Time Warner. Dette skete i ugen op til Fall Brawl, og det resulterede i at pay-per-viewet knapt nok havde et line-up.

#### Vince Russo og Ed Ferrara; The Powers That Be
World Championship Wrestling hyrede to manuskriptforfattere ved navn Vince Russo og Ed Ferrara, men det var ikke to tilfældige manuskriptforfattere. Det var de to mænd som havde stået bag den ekstremt succesrige formular, som konkurrenten World Wrestling Federation var gået over til i slutningen af 90'erne. Nu ville WCW benytte samme stil, og dermed var hyringen af de Russo og Ferrara første skridt i den rigtig retning. Deres første produkt var Monday Nitro d. 18. oktober 1999, som tydeligvis havde fået et enormt facelift. Showet havde et meget højere tempo, et hav af sketches og interviews, og en masse korte kampe, som gjorde at tiden føltes mere kompakt. Dette var den stil som Russo og Ferrara var blevet kendt for i WWF, hvor de havde forvandlet RAW fra et kedeligt to-timers wrestlingshow, til et actionspækket underholdningsprogram. Det var dog også en stil som var ret upopulær blandt de konservative wrestlingfans. Seertallene steg for Nitro og Thunder, men WCW blev ramt af det ene uheld efter det andet, i slutningen af 1999 og starten af 2000. Først blev Goldberg skadet lige før julen i 1999. Men i januar 2000, ugen før Souled Out blev også Jeff Jarrett og Bret Hart skadet, hvilket betød at WCW havde mistet tre af sine hovedpersoner på blot tre uger. Bret Hart trak sig fuldstændig fra pro-wrestling, og vendte først tilbage til ringen i 2010. Derudover blev vigtige midcard wrestlere som Rey Mysterio og Konnan skadet. Vince Russo blev desperat, og foreslog at de skulle give Tank Abbott verdensmesterskabet, men det faldt ikke i god jord, og Vince Russo blev fyret.

#### Kevin Sullivan
Kevin Sullivan erstattede Vince Russo som booker og manuskriptforfatter, og dermed blev han ansvarlig for Souled Out. Dette faldt til gengæld ikke i god jord hos Chris Benoit, Perry Saturn, Dean Malenko, Shane Douglas, Eddie Guerrero, Billy Kidman, Rey Mysterio og Konnan, som alle følte at Vince Russo var blevet uretfærdigt behandlet, og ikke havde fået en chance. Derudover havde Chris Benoit et meget anstrengt forhold til Kevin Sullivan, og Benoit frygtede for sin fremtid i firmaet, med Sullivan som hans chef. Dog besluttede WCW at give Benoit verdensmesterskabet på Souled Out, i et desperat forsøg på at holde ham fra at forlade firmaet til fordel for WWF. Det lykkedes dog ikke, og aftenen efter Souled Out, kunne Benoit, Saturn, Malenko og Guerrero ses på WWFs RAW. De var alle blevet givet deres opsigelse. Perioden med Sullivan ved roret, var ekstremt kaotisk og så noget af den værste booking nogensinde. Han forsøgte dog at gøre WCW mere wrestlingorienteret, efter Russos underholdningsorienterede program. WCW indså at Sullivan ikke gjorde firmaet noget godt, og allerede i marts, blot 2 måneder efter hans ansættelse, blev han droppet fra sin position. WCW besluttede ikke bare at give Vince Russo en ny chance, men også Eric Bischoff. Man håbede at disse to kreative genier kunne holde hinanden i tøjlerne og begrænse hinandens dårlige ideer, og skabe et perfekt wrestlingprodukt. Deres ankomst blev omtalt som WCWs nye begyndelse.

#### Vince Russo & Eric Bischoff
WCW Monday Nitro d. 10. april, 2000, blev WCWs genfødsel. Nu skulle fokus for alvor ligge på de nye unge talenter i firmaet. Vince Russo og Eric Bischoff fungerede ikke blot som bookere og manuskriptforfattere, men også som figurer på selve showet, hvor de begge to de unge talenters side i kampen mod de etablerede gamle stjerner. Russo og Bischoff kaldte deres gruppe af unge wrestlere for New Blood, mens de gamle kendinge som Hogan, Sting, Flair, Luger, Nash, Vicious og DDP blev kaldt Millionaire's Club. Mange havde nok forventet at de gamle stjerner skulle fremstilles som grådige skurke, der ikke ville vige pladsen for de unge talenter, men Russo og Bischoff besluttede at det ville virke bedre at de unge talenter ikke respekterede de gamle, og at de brugte Russo og Bischoff med deres magt, til at komme frem på ondsindede metoder. New Blood var ikke bare ude på at tage de gamle stjerners pladser, de ville udrydde dem totalt fra WCW. På papiret var det en fed historie, og en god måde at skabe nye stjerner på, men bl.a. Hogan var ikke glad for at vige sin plads til fordel for Billy Kidman som han fejdede imod. Hele New Blood vs. Millionaire's Club historien løb derfor af sporet, men fik gennemført at den sidste halvdel af år 2000 i WCW faktisk primært bestod af unge talenter. De eneste gamle ansigter der var tilbage var Goldberg, Kevin Nash og Sting, mens Booker T, Ernest Miller, Scott Steiner og the Natural Born Thrillers var de helt store navne. Eric Bischoff forlod midlertidigt sin position som booker og manuskriptforfatter i juli 2000, da Vince Russo lavede en shoot promo på Hulk Hogan, omkring hans magt backstage. Denne begivenhed er senere blevet diskuteret hæftigt.

### World Wrestling Federation køber WCW
I slutningen af 2000 begyndte mange købere at vise interesse i at købe WCW, bl.a. Eric Bischoffs Fusient Media Ventures, som afgav deres bud i januar 2001. Hvis Bischoff havde fået lov til at købe WCW på det tidspunkt, ville WCW have haft fortsat. Det endte dog med at blive World Wrestling Federation, WCW's konkurrent, der købte organisationen af AOL Time Warner, og alle WCW's ugentlige tv-programmer, som fx Monday Nitro og Thunder ophørte i marts 2001. Den allersidste episode af WCW Monday Nitro løb af stablen d. 26. marts, 2001. Her dukkede Vince McMahons søn, Shane McMahon, op i slutningen af programmet og erklærede at han havde købt WCW lige for næsen af sin far, som han på det tidspunkt havde en fejde imod. Et par måneder senere, begyndte WCW wrestlere som Hugh Morrus, Booker T, Shane Helms, DDP og Buff Bagwell at dukke op på WWF programmer, hvor de angreb WWF wrestlere. Det endte i en kæmpe historie mellem WCW (som havde allieret sig med ECW) og WWF, som bekrigede hinanden. WCW blev for alvor endt ved Survivor Series i november, hvor de tabte en 5 mod 5 survivor series kamp mod WWFs udvalgte hold.

## Oversigt
World Championship Wrestling (og den forgænger Jim Crockett Promotions) blev den wrestlingorganisation, der var kendetegnet ved wrestlernes atletiske evner inden i ringen frem for showmanship og wrestlere, der lignede tegneseriefigurer, som fx det var almindeligt i World Wrestling Federation. Denne identifikation varede ved i 1990'erne, selvom organisationen begyndte at skrive kontrakt med flere og flere tidligere WWF-wrestlere. WCW dominerede wrestling-industrien mht. seertal og salg af pay-per-view-shows fra 1996 til 1998, specielt pga. New World Order (nWo) og de storylines, der involverede den gruppe af wrestlere. Genbrugen af de samme storylines, tvivlsomt lederskab og restriktioner lagt for døren af AOL Time Warner førte til tab af store summer penge og i sidste ende AOL Time Warners salg af organisationen til World Wrestling Federation. World Wrestling Federation beholdt fire af WCW's titler, men de er alle blevet forenet med tilsvarende titler i WWF. I 2003 introducerede man dog WWE United States Championship igen, og det er således den eneste tidligere titel fra WCW, der fortsat er aktiv.

## Månedlige pay-per-view-shows
| Måned                    | Begivenhed                            |
| ------------------------ | ------------------------------------- |
| Januar                   |                                       |
| Souled Out (1997 – 2000) |                                       |
| Sin (2001)               |                                       |
| Februar                  | Chi-Town Rumble (1989)                |
| Februar                  | WrestleWar (1990 – 1991)              |
| Februar                  | SuperBrawl (1992 – 2001)              |
| Marts                    | Uncensored (1995 – 2001)              |
| Marts                    | Greed (2001)                          |
| April                    | Spring Stampede (1994; 1997 – 2000)   |
| Maj                      | WrestleWar (1989; 1992)               |
| Maj                      | Capital Combat (1990)                 |
| Maj                      | SuperBrawl (1991)                     |
| Maj                      | Slamboree (1993 – 2000)               |
| Juni                     | The Great American Bash (1995 – 2000) |
| Juni                     | Beach Blast (1992)                    |
| Juli                     | The Great American Bash (1985 – 1992) |
| Juli                     | Beach Blast (1993)                    |
| Juli                     | Bash at the Beach (1994 – 2000)       |
| August                   | Hog Wild (1996)                       |
| August                   | Road Wild (1997 – 1999)               |
| August                   | New Blood Rising (2000)               |
| September                | Fall Brawl (1993 – 2000)              |
| Oktober                  | Halloween Havoc (1989 – 2000)         |
| November                 | Starrcade (1987)                      |
| November                 | Battlebowl (1993)                     |
| November                 | World War 3 (1995 – 1998)             |
| November                 | Mayhem (1999 – 2000)                  |
| November                 | Millennium Final (2000)               |
| December                 | Starrcade (1988 – 2000)               |

## Titler
- WCW World Heavyweight Championship (1991-2001)
- WCW United States Heavyweight Championship (1991-2001)
- WCW World Tag Team Championship (1991-2001)
- WCW Cruiserweight Championship (1996-2001)
- WCW World Television Championship (1991-2001)
- WCW International World Heavyweight Championship (1993-1994)
- WCW Hardcore Championship (1999-2001)

## Wrestlere
| - Alex Wright (1994-2001) - Big Vito (1999-2001) - Billy Kidman (1997-2001) - Black Blood (1991) - Booker T (1992-2001) - Brian Adams (1997-2001) - Brian Knobbs (1993-2000) - Bryan Clarke (1997-2001) - Buff Bagwell (1992-2001) - Chavo Guerrero jr. (1995-2001) - Chris Benoit (1990, 1995-2000) - Chris Candido (2000) - Chris Jericho (1996-1999) - Chris Kanyon (1995-2001) - Chuck Palumbo (2000-2001) - Crowbar (1999-2001) - Curt Hennig (1997-2000) - David Arquette (2000) - David Flair (1999-2000) - Diamond Dallas Page (1995-2001) - Ed Leslie (1994-1998) - Eddie Guerrero (1995-2000) - Eric Bischoff (1990-2001) - Ernest Miller (1997-2001) | - Goldberg (1997-2001) - Harris Brothers (1999-2001) - Hollywood Hulk Hogan (1994-2000) - Hugh Morrus (1995-2001) - Jeff Jarrett (1997, 1999-2001) - Jerry Flynn (1999-2000) - Johnny the Bull (1999-2001) - John Tenta (1994-1996) - Juventud Guerrera (1996-2000) - Kevin Nash (1996-2001) - The KISS Demon (2000) - Konnan (1996-2001) - KroniK (2000-2001) - Kwee-Wee (2000-2001) - La Parka (1996-2000) - Lash LeRoux (1997-2001) - Lex Luger (1990-1991, 1995-2001) - Mark Jindrak (2000-2001) - Meng (1996-2001) - Mike Awesome (2000-2001) - Mike Sanders (2000-2001) | - Norman Smiley (1997-2001) - Prince Iaukea (1997-2000) - Psicosis (1996-2000) - Ralphus (1999-2000) - Randy Savage (1994-2000) - Rey Mysterio (1996-2001) - Reno (2000-2001) - Ric Flair (1990, 1993-2001) - Rick Steiner (1990-1991, 1996-2001) - Ron Simmons (1990-1992) - Sid Vicious (1990-1991, 1993, 1999-2001 - Scott Hall (1996-2000) - Scott Steiner (1990-1991, (1996-2001)) - Sean O'Haire (2000-2001) - Shawn Stasiak (2000-2001) - Sting (1990-2001) - Tank Abbott (1999-2000) - Terry Funk (2000-2001) - Tony Schiavone (kommentator) (1991-2001) - Vampiro (1998-2000) - Van Hammer (1992-2000) - The Wall (1999-2001) |

## Videospil
WCW fik udgivet en række videospil til bl.a. PC, Nintendo 64 og Playstation. I 2001 arbejdede Electronic Arts (som på daværende tidspunkt havde rettighederne til at lave WCW-videospil) på en udgivelse til Playstation 2 med titlen WCW Mayhem 2. Spillet blev dog skrottet, da WWF opkøbte WCW. Det er dog muligt at finde billeder fra spillet rundt omkring på nettet.
- WCW vs. the World – 1997
- WCW vs. nWo: World Tour – 1997
- WCW Nitro – 1998
- WCW Thunder – 1998
- WCW vs. nWo: Revenge – 1998
- WCW Mayhem – 1999
- WCW Backstage Assault – 2000

## WCW i Danmark
WCW er blevet vist på dansk tv over flere omgange.

### WCW Thunder på TV Danmark 1
TV Danmark 1 viste [[WCW Thunder]] fra d. [[29. april]], 2000 og et år frem. Der blev vist et afsnit hver lørdag, som blev genudsendt om søndagen. Det første afsnit der blev vist var WCW Thunder fra d. [[22. marts]], 2000. D. [[28. oktober]], 2000 blev der vist et enkelt afsnit af [[WCW Monday Nitro]], i stedet for Thunder.
| Sport | Spire Denne artikel om sport er en spire som bør udbygges. Du er velkommen til at hjælpe Wikipedia ved at udvide den. |